# كيفلار

البنية الجزيئية لألياف كيفلار. الخط الغامق: مونومر، الخط المنقط: روابط هيدروجينية.

ألياف كيفلار (Kevlar) هي علامة تجارية لألياف اصطناعية من البارا أراميد، قوية وخفيفة، وتشبه ألياف الأراميد الأخرى مثل نومكس وتكنورا. من الناحية العلمية فإن الكيفلار هو في الأساس بولي بارا فينيلين تيريفثالاميد. طورت شركة دو بونت في عام 1965 ألياف كيفلار، واستخدم تجارياً لأول مرة في بدايات 1970 كبديل للفولاذ في دواليب سيارات السباق. استخدامه النموذجي يتم بغزله إلى حبال أو نسجه إلى أقمشة، ثم استخدامه كمكون أساسي في المواد المركبة. يوجد الآن عدة تطبيقات لألياف كيفلار، من دواليب الدراجات الهوائية، وزوارق السباق الشراعية، وتقوية هياكل الأجسام، وذلك لخصائصه المميزة مقارنة بوزنه، حيث يعتبر أقوى بخمسة أضعاف من الفولاذ بنفس الوزن.
يوجد نوع آخر من الألياف يسمى تويرون بنفس البنية الكيمائية تقريباً، يصنع الآن من قبل شركة تايجين أراميد Teijin Aramid.

## خصائصه
عندما تغزل ألياف كيفلار تنتج ألياف ذات مقاومة شد كبيرة (3000 ميجاباسكال)، ذات كثافة نسبية (1.44)، وعند استخدامه كمواد منسوجة، فإنه مناسب لحبال إرساء السفن، وتطبيقات أخرى تحت الماء.

### انواعه
يوجد ثلاثة أنواع من ألياف كيفلار: كيفلار، كيفلار-29، كيفلار-49. تستخدم ألياف كيفلار بشكل أساسي لتدعيم الدواليب. تستخدم ألياف كيفلار-29 في صناعة الكابلات، وكبديل للأسبستوس، وبطانة المكابح، وتصنيع السترات الواقية. تتميز ألياف كيفلار-49 بأكبر مقاومة شد بين أنواع ألياف الأراميد، وتستخدم كمواد بلاستيكية داعمة لهياكل القوارب والطائرات والدرّاجات. إن الأشعة فوق البنفسجية لضوء الشمس تحلل وتفكك ألياف كيفلار، بما يعرف بالانحطاط بالأشعة فوق البنفسجية. ولذلك لا تستخدم ألياف كيفلار في الاستخدامات الخارجية بدون حماية من ضوء الشمس.

## خصائصه الكيميائية
تتألف ألياف الكيفلار من سلاسل جزيئية طويلة مصنّعة من PPTA (poly-paraphenylene terephthalamide). تكمن قوة ألياف كيفلار في الروابط الكيميائية المتعددة بين السلاسل الجزيئية. كما يأتي جزء من قوة ألياف كيفلار العالية من الروابط الهيدروجينية لسلاسل البوليمير المتجاورة المتشكلة بين زمرة زمر الكاربونيل والبروتونات من سلاسل البوليمير المجاورة وروابط تكدس الحلقات العطرية للبنزينوئيد بين الفروع المتراصة. إن لهذه الروابط تأثير أكبر على ألياف كيفلار من قوى فان دير فالس وطول السلسلة الذي يؤثر على خصائص بوليميرات وألياف تركيبية أخرى مثل داينيما. إن وجود بعض الأملاح والشوائب، وخصوصاً الكالسيوم أثناء التصنيع، يمكن أن يؤدي لدخولها في الروابط بين السلاسل الجزيئية، لذلك تؤخذ الحيطة أثناء إنتاجه. تتألف بنية كيفلار من جزيئات صلبة نسبياً تميل لتشكيل بنى مسطحة صفائحية تشبه البروتين في الحرير.

## الخصائص الحرارية
إن المقاومة الحرارية للكيفلار عالية مقارنة بالبوليمرات الأخرى، كما أنه يحافظ على قوة الشد ورجوعيته في درجات حرارة منخفضة تصل إلى -196°م. ومن الملاحظ أن قوة الشد له تزداد بشكل طفيف في درجات الحرارة المنخفضة.
عند ارتفاع درجة الحرارة عن حد معين، تبدأ مقاومة الشد في الانخفاض بما يصل إلى 10-20%، وتزداد هذه النسبة عند التعريض للحرارة العالية لعدة ساعات. على سبيل المثال فإن الكيفلار يفقد 10% من قوة الشد عند تعريضه لدرجة حرارة 160°م لمدة 500 ساعة، أما عند تعريضه لـ260°م فإنه يفقد 50% من مقاومة الشد بعد 70 ساعة فقط.
يتسامى الكيفلار عند درجة 450°م.

## اقرأ أيضا
- أراميد
- صدرة ضد الرصاص
- دو بونت (الشركة التي اخترعت وصنّعت ألياف كيفلار)
- نومكس
- حرير العنكبوت
- توارون

## وصلات خارجية
- الموقع الرسمي لكفلر
- ألياف الأراميد
- براءة اختراع
- تركيب كيفلار